# Gloucester Rugby
Ne doit pas être confondu avec Gloucester-Hartpury Rugby Football Club.
Maillots
Actualités
Dernière mise à jour : 22 septembre 2024.
Gloucester Rugby est un club professionnel anglais de rugby à XV basé à Gloucester, en Angleterre, participant à la Premiership, la première division anglaise.
Le club est fondé en 1873 et joue ses matchs à domicile depuis 1891 au Kingsholm Stadium.

## Histoire du club
Le club a été créé en 1873, sous le nom de Gloucester Rugby Football Club

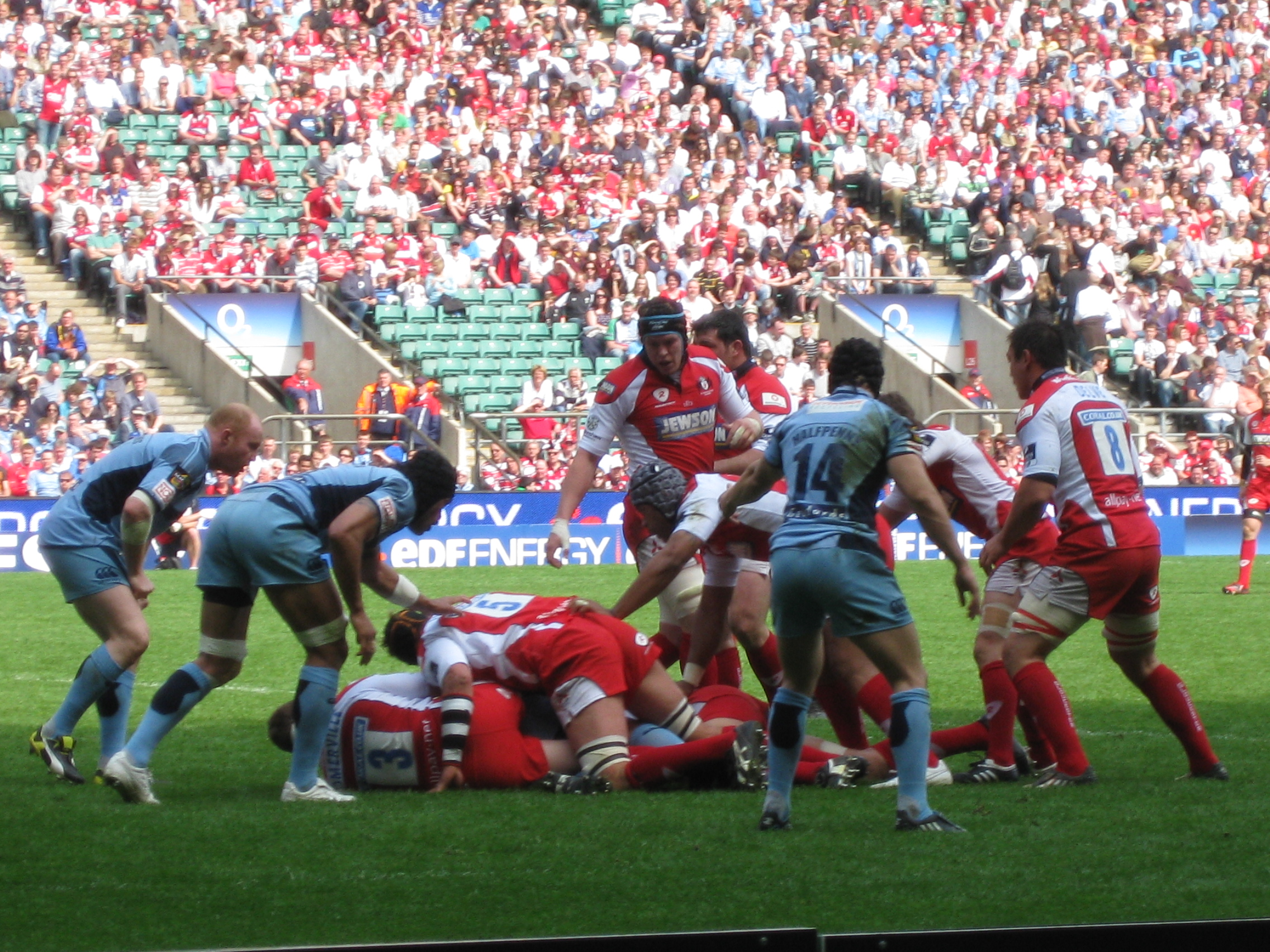
Gloucester et les Cardiff Blues en Coupe anglo-galloise en finale le 18 avril 2009 au stade de Twickenham

Le club devient professionnel en 1995.
En 2002, Gloucester remporte la Zurich Championship (play-off du championnat) après avoir battu les Bristol Shoguns en finale au stade de Twickenham à Londres le 8 juin 2002 mais les Leicester Tigers sont sacrés champions d'Angleterre pour la quatrième année de suite après avoir terminé en tête de la saison régulière.
En 2005, le club est renommé Gloucester Rugby, abandonnant ainsi son ancienne appellation Gloucester Rugby Football Club,.

## Identité visuelle

### Couleurs et maillots
Selon la légende locale, il a été décidé que la couleur du club devait jouer entièrement bleu marine. Cependant, lors d'un déplacement, ils se sont rendu compte qu'ils avaient oublié d'apporter suffisamment de maillots bleu marine pour toute l'équipe. En passant par Painswick, ils se sont arrêtés au club de rugby local et ont demandé à emprunter une tenue. Le Painswick RFC leur a prêté 15 de ses maillots rouge et blanc. L'équipe de Gloucester a remporté le match à l'extérieur et n'a pas rendu les maillots au Painswick RFC, adoptant ces couleurs comme les leurs. En 2003, pour célébrer le 130ème anniversaire du Gloucester RFC, le club a rendu la pareille et a fait don au Painswick RFC d'un nouvel ensemble complet de couleurs de l'équipe première.

### Logo
Le 15 mai 2018, Gloucester Rugby présente un nouveau logo, remplaçant ainsi celui en place depuis 2005.

Évolution du logo
Logo abandonné en 2005.
Logo de 2005 au 15 mai 2018.
Logo depuis le 15 mai 2018.

‌

## Palmarès

### Détail du palmarès
Le tableau suivant récapitule les performances de Gloucester Rugby dans les diverses compétitions anglaises et européennes.
| Compétitions nationales | Compétitions européennes |
| --- | --- |
| Championnat d'Angleterre - Vice-champion (4) : 1989, 1990, 2003 et 2007 Zurich Championship - Vainqueur (1) : 2002 Coupe d'Angleterre - Vainqueur (5) : 1972, 1978, 1982, 2003 et 2011. - Finaliste (3) : 1990, 2009 et 2010 | Coupe d'Europe - Demi-finaliste (1) : 2001 Challenge européen/Cup - Vainqueur (2) : 2006 et 2015 - Finaliste (3) : 2017, 2018 et 2024 |

### Finales disputées
On accède à l'article qui traite d'une édition particulière en cliquant sur le score de la finale.
| Date de la finale | Vainqueur        | Score   | Finaliste        | Lieu de la finale   | Spectateurs |
| 8 juin 2002       | Gloucester RFC   | 28 - 23 | Bristol Rugby    | Twickenham, Londres | 30 000      |
| 31 mai 2003       | London Wasps     | 39 - 3  | Gloucester RFC   | Twickenham, Londres | 42 000      |
| 12 mai 2007       | Leicester Tigers | 44 - 16 | Gloucester Rugby | Twickenham, Londres | 30 000      |

| Date de la finale | Vainqueur          | Score   | Finaliste          | Lieu de la finale               | Spectateurs |
| 29 avril 1972     | Gloucester RFC     | 17 - 6  | Moseley RFC        | Twickenham, Londres             | 10 500      |
| 15 avril 1978     | Gloucester RFC     | 6 - 3   | Leicester Tigers   | Twickenham, Londres             | 24 000      |
| 1er mai 1982      | Gloucester RFC     | 12 - 12 | Moseley RFC        | Twickenham, Londres             | 20 000      |
| 5 mai 1990        | Bath Rugby         | 48 - 6  | Gloucester RFC     | Twickenham, Londres             | 52 000      |
| 5 avril 2003      | Gloucester RFC     | 47 - 22 | Northampton Saints | Twickenham, Londres             | 75 000      |
| 18 avril 2009     | Cardiff Blues      | 50 - 12 | Gloucester Rugby   | Twickenham, Londres             | 55 000      |
| 21 mars 2010      | Northampton Saints | 30 - 24 | Gloucester Rugby   | Sixways Stadium, Worcester      | 12 024      |
| 20 mars 2011      | Gloucester Rugby   | 34 - 7  | Newcastle Falcons  | Franklin's Gardens, Northampton | 6 848       |

| Date de la finale | Vainqueur        | Score   | Finaliste        | Lieu de la finale                  | Spectateurs |
| 21 mai 2006       | Gloucester Rugby | 36 - 34 | London Irish     | The Stoop, Londres                 | 12 053      |
| 1er mai 2015      | Gloucester Rugby | 19 - 13 | Édimbourg Rugby  | The Stoop, Londres                 | 14 316      |
| 12 mai 2017       | Stade français   | 25 - 17 | Gloucester Rugby | Murrayfield Stadium, Édimbourg     | 24 494      |
| 11 mai 2018       | Cardiff Blues    | 31 - 30 | Gloucester Rugby | Stade San Mamés, Bilbao            | 32 543      |
| 24 mai 2024       | Sharks           | 36 - 22 | Gloucester Rugby | Tottenham Hotspur Stadium, Londres | 34 761      |

## Personnalités du club

### Effectif 2025-2026
Le tableau ci-dessous présente l'effectif de Gloucester Rugby pour la saison 2025-2026.
| Nom                      | Naissance                | Nationalité sportive | Sélections (points) | Dernier club             | Arrivée au club |
| Talonneurs               | Talonneurs               | Talonneurs           | Talonneurs          | Talonneurs               | Talonneurs      |
| ------------------------ | ------------------------ | -------------------- | ------------------- | ------------------------ | --------------- |
| Seb Blake                | 5 octobre 2001           | Angleterre           | -                   | Formé au club            | 2021            |
| Jack Innard              | 3 mai 1995               | Angleterre           | -                   | Exeter Chiefs            | 2025            |
| Jack Singleton           | 14 mai 1996              | Angleterre           | 3 (0)               | Saracens                 | 2021            |
| Piliers                  |                          |                      |                     |                          |                 |
| Jono Benz-Salomon        | 17 mars 2001             | Espagne              | -                   | Harlequins               | 2024            |
| Afolabi Fasogbon         | 24 août 2004             | Angleterre           | -                   | London Irish             | 2023            |
| Kirill Gotovtsev         | 17 juillet 1987          | Russie               | 14 (0)              | Krasny Yar Krasnojarsk   | 2021            |
| Ciaran Knight            | 19 mars 1998             | Angleterre           | -                   | Formé au club            | 2018            |
| Nepo Laulala             | 6 novembre 1991          | Nouvelle-Zélande     | 47 (0)              | Stade toulousain         | 2025            |
| Archie McArthur          | 11 juin 2003             | Angleterre           | -                   | Wasps                    | 2022            |
| Val Rapava-Ruskin        | 12 octobre 1992          | Angleterre           | -                   | Worcester Warriors       | 2017            |
| Deuxièmes lignes         |                          |                      |                     |                          |                 |
| Matías Alemanno          | 5 décembre 1991          | Argentine            | 98 (30)             | Jaguares                 | 2020            |
| Hugh Bokenham            | 20 juillet 2001          | Australie            | -                   | Cornish Pirates          | 2025            |
| Arthur Clark             | 19 décembre 2001         | Angleterre           | 1 (0)               | Formé au club            | 2022            |
| Cameron Jordan           | 17 novembre 1999         | Angleterre           | -                   | Leicester Tigers         | 2020            |
| Freddie Thomas           | 9 novembre 2001          | Pays de Galles       | 4 (0)               | Formé au club            | 2020            |
| Troisièmes lignes aile   |                          |                      |                     |                          |                 |
| James Venter             | 21 août 1996             | Afrique du Sud       | -                   | Sharks                   | 2025            |
| Jack Clement             | 27 février 2001          | Angleterre           | -                   | Formé au club            | 2019            |
| Lewis Ludlow             | 11 septembre 1994        | Angleterre           | 2 (0)               | Formé au club            | 2015            |
| Harry Taylor             | 9 septembre 2001         | Angleterre           | -                   | Formé au club            | 2021            |
| Josh Basham              | 17 avril 1999            | Angleterre           |                     | Shimizu Koto Blue Sharks | 2025            |
| Troisièmes lignes centre |                          |                      |                     |                          |                 |
| Jack Mann                | 17 novembre 1999         | Écosse               |                     | Glasgow Warriors         | 2025            |
| Demis de mêlée           |                          |                      |                     |                          |                 |
| Mike Austin              | 30 novembre 2000         | Angleterre           | -                   | Hartpury University RFC  | 2025            |
| Caolan Englefield        | 1er novembre 1999        | Irlande              | -                   | London Irish             | 2023            |
| Tomos Williams           | 1er janvier 1995         | Pays de Galles       | 64 (70)             | Cardiff Rugby            | 2024            |
| Demis d'ouverture        |                          |                      |                     |                          |                 |
| Ross Byrne               | 8 avril 1995             | Irlande              | 22 (56)             | Leinster                 | 2025            |
| Charlie Atkinson         | 6 octobre 2001           | Angleterre           | 1 (2)               | Leicester Tigers         | 2023            |
| George Barton            | 7 novembre 2000          | Angleterre           | -                   | Formé au club            | 2019            |
| Centres                  |                          |                      |                     |                          |                 |
| Seb Atkinson             | 21 mai 2002              | Angleterre           | 2 (5)               | Worcester Warriors       | 2022            |
| Will Butler              | 17 avril 1998            | Angleterre           | -                   | Hartpury University RFC  | 2025            |
| Will Joseph              | 15 septembre 2002        | Angleterre           | 1 (0)               | Harlequins               | 2025            |
| Max Llewellyn            | 13 janvier 1999          | Pays de Galles       | 8 (5)               | Cardiff Rugby            | 2023            |
| Ailiers                  |                          |                      |                     |                          |                 |
| Josh Hathaway            | 19 octobre 2003          | Pays de Galles       | 3 (0)               | Formé au club            | 2022            |
| Jacob Morris             | 12 août 2000             | Angleterre           | -                   | Formé au club            | 2018            |
| Ben Loader               | 8 novembre 1998          | Angleterre           | -                   | Stormers                 | 2025            |
| Rob Russell              | 13 janvier 1999          | Irlande              | -                   | Leinster                 | 2025            |
| Arrières                 |                          |                      |                     |                          |                 |
| Ben Redshaw              | 10 janvier 2005 (20 ans) | Angleterre           | -                   | Newcastle Falcons        | 2025            |
| Ollie Thorley            | 12 septembre 1996        | Angleterre           | 1 (0)               | Formé au club            | 2015            |

### Joueurs célèbres

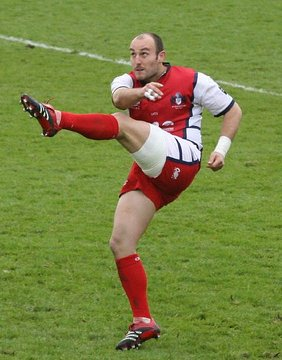
Ludovic Mercier

- Iain Balshaw
- Olly Barkley
- Phil Blakeway
- Andy Gomarsall
- Mark Mapletoft
- Luke Narraway
- Rory Teague
- Mike Tindall
- Phil Vickery
- Marco Bortolami
- Alessandro Stoica
- Carlos Nieto
- Federico Pucciariello
- Mefin Davies
- Gareth Delve
- Nicky Robinson
- Andy Williams
- Rory Lawson
- Scott Lawson
- Chris Paterson
- Alasdair Strokosch
- Jason Little
- Ian Jones
- Carlos Spencer
- Simon Mannix
- Diego Albanese
- Rodrigo Roncero
- Terry Fanolua
- Akapusi Qera
- Olivier Azam
- Christian Califano
- Pierre Capdevielle
- Ludovic Mercier
- Philippe Saint-André
- Dimitri Yachvili

### Entraîneurs
| Saisons                   | Entraîneur(s)        | Adjoint(s) | Titre(s)                                                   |
| 1998-Février 1999         | Richard Hill         | |                                                            |
| Février 1999-Février 2002 | Philippe Saint-André | |                                                            |
| 2001-Février 2002         | Philippe Saint-André | Laurent Seigne (avants) Paul Turner (arrières)                                                                                                 |                                                            |
| Mars 2002-2005            | Nigel Melville       | Dean Ryan (avants) | Vainqueur de la Zurich Championship 2002 Powergen Cup 2003 |
| 2005-2007                 | Dean Ryan            | | Challenge européen 2005-2006                               |
| 2007-2009                 | Dean Ryan            | Bryan Redpath (arrières) |                                                            |
| 2009-2012                 | Bryan Redpath        | | LV= Cup 2011                                               |
| 2012-Mars 2014            | Nigel Davies         | Mike Tindall (arrières) |                                                            |
| Mars 2014-2014            | Nigel Davies         | Mike Tindall (arrières) Trevor Woodman (avants)                                                                                                |                                                            |
| 2014-2015                 | David Humphreys      | Laurie Fisher (entraîneur en chef) Trevor Woodman (avants) Nick Walshe (arrières) John Muggleton (défense)                                     | Challenge européen 2014-2015                               |
| 2015-2016                 | David Humphreys      | Laurie Fisher (entraîneur en chef) Trevor Woodman (avants) Nick Walshe (arrières) Jonny Bell (défense)                                         |                                                            |
| 2016-2017                 | David Humphreys      | Laurie Fisher (entraîneur en chef) Trevor Woodman (avants) Tim Taylor (arrières) Jonny Bell (défense)                                          |                                                            |
| 2017-2020                 | David Humphreys      | Johan Ackermann (entraîneur en chef) Trevor Woodman (avants) Tim Taylor (arrières) Jonny Bell (défense) Rory Teague (skills, à partir de 2019) |                                                            |
| 2020-                     | George Skivington    | Alex King (attaque) Dominic Waldouck (défense) Trevor Woodman (assistant) Tim Taylor (assistant)                                               |                                                            |